# Jabučeta
Jabučeta – wieś w Chorwacji, w żupanii bielowarsko-bilogorskiej, w gminie Kapela. W 2011 roku liczyła 62 mieszkańców.